# Cheumatopsyche logani
Cheumatopsyche logani là một loài Trichoptera trong họ Hydropsychidae. Chúng phân bố ở miền Tân bắc.